# Wicked Science
Wicked Science is een Australische jeugdserie die zich afspeelt op een middelbare school, de Sandy Bay School.
Twee scholieren, Toby Johnson en Elizabeth Hawke zijn door een ongeluk in het natuurkundelokaal genieën geworden.

## Verhaal
Twee 'doodnormale' tieners, genaamd Toby Johnson en Elizabeth Hawke, hebben 's avonds een klusje in het natuurkundelokaal. Er staat een apparaat dat stenen kan scannen, deze heet de MFE. Maar dan ontsnapt er een pad, en per ongeluk typt deze op het toetsenbord van de MFE een willekeurige code. Wanneer hij op Enter springt, wordt de scanstraal op Elizabeth en Toby gericht. Zij worden met een straal omver geworpen. Ze zijn vanaf dat moment wetenschappelijk genie.
Er gebeuren bizarre dingen door ongelukjes met het experimenteren. Dan komt er een soort van inspiratie, en ze hebben de perfecte oplossing.

## Rolverdeling
- André de Vanny als Toby Johnson, Toby is een doodnormale jongen tot hij net als Elizabeth wordt gezapt, vanaf dat moment zijn ze wetenschappelijke genieën. Samen met zijn vrienden Russ, Dina en Sacha (Dina gaat na seizoen 1 op reis, en dan vervangt Sasha haar) 'strijden' ze tegen Elizabeth en haar vrienden.
- Bridget Neval als Elizabeth Hawke, is net als Toby gezapt en een wetenschappelijk genie, samen met haar vrienden Garth en Verity maken ze sluwe plannen. Ze is verliefd op Toby, maar Toby niet op haar en daar kan ze niet tegen.
- Benjamin Schmideg als Russell Skinner, Russ is de vriend van Toby, Dina en Sasha. Russ helpt Toby met zijn uitvindingen.
- Saskia Burmeister als Dina Demiris, Dina is de vriendin van Toby en Russ, net als Russ helpt Dina met de zaken van Toby. Aan het einde van seizoen 1 gaat ze op reis, Sasha wordt de 'invaller'.
- Greta Larkins als Sasha Johnson, Sasha is vanaf seizoen 2 te zien in Wicked Science. Ze neemt de taak over van Dina.
- Emma Leonard als Verity McGuire, Verity is de vriendin van Elizabeth en Garth, samen 'strijden' ze tegen Toby en zijn vrienden. Verity is nogal snel bang.
- Brook Sykes als Garth Kings, Garth is een vriend van Elizabeth, en helpt net als de rest Elizabeth. Meestal houdt hij de wacht in de series.
- Robert van Mackelenberg als Professor Carl Tesslar
- Geneviéve Picot als Principal Alexa Vyner

## Nederlandse stemmen
- De stemmen van de Nederlandse nagesynchroniseerde versie worden vertolkt door de volgende stemacteurs:

| Personage              | Nederlandse stemacteur/actrice |
| ---------------------- | ------------------------------ |
| Toby Johnson           | ?                              |
| Elizabeth Hawke        | Lizemijn Libgott               |
| Russel Skinner         | Tjeerd Melchers                |
| Dina Demiris           | Eline Blom                     |
| Sasha Johnson          | ?                              |
| Verity McGuire         | Stephanie van Rooijen          |
| Garth Kings            | ?                              |
| Professor Carl Tesslar | ?                              |
| Principal Alexa Vyner  | ?                              |

## Plot

### Seizoen 1 (2004)
In het eerste seizoen worden Toby en Elisabeth gezapt en worden zo genieën. Nadat Toby en Elisabeth elkaar telkens dwarszitten met hun gave komt Toby erachter dat het uitwissen van Elisabeths gave met de MFE de enige manier is om haar te stoppen. Elisabeth is bezig om wetenschappelijke faam te krijgen door een Tyrannosaurus via een bot dat is gevonden bij opgravingen weer tot leven te wekken. Het seizoen eindigt met een strijd tussen de op hol geslagen Tyrannosaurus en een vergrote pop. Hierna wordt de gave via de MFE bij Toby en Elisabeth uitgewist.

### Seizoen 2 (2005-2006)
In het tweede seizoen is de vriendin van Toby voor een jaar op wereldreis. In de plaats daarvan komt zijn nicht, Sascha, in het groepje van Toby. (Toby, Russ en Sascha) Wanneer Toby ontdekt dat Elizabeth weer een Genie is, zoek hij haar lab op om zichzelf weer te zappen. Daarmee kan hij Russ en Sascha redden die in vliegen zijn veranderd. Het seizoen zit weer vol avontuur, grappige momenten, en liefde. Toby wordt verliefd op Nikki, maar kan haar hart in het begin niet winnen. Russ wordt verliefd op een filmster en Elizabeth is nog steeds verliefd op Toby. Toby en Elizabeth moeten samenwerken, om de tweelingbroer van Nikki, Jack, hun geheim niet te kunnen ontfutselen.

## Afleveringen

### Seizoenen
| Seizoen | Afleveringen | Uitzendingen                    |
| ------- | ------------ | ------------------------------- |
| 1       | 26           | 2 juli 2004 - 24 december 2004  |
| 2       | 26           | 19 augustus 2005 - 6 april 2006 |

## Seizoen 1 (2004)
- Dit is een overzicht van de afleveringen van Wicked Science. Verder wordt van elke aflevering een korte samenvatting gegeven.

| Aflevering (seizoen) | Aflevering (serie) | Titel                | Beschrijving |
| -------------------- | ------------------ | -------------------- | --- |
| 1                    | 1                  | The Gift             | Toby Johnson, een 'doodnormale' tiener heeft een klusje samen met Elizabeth Hawke in het natuurkundelokaal, hier gebeurt een ongeluk. Toby krijgt een soort van flits en kloont een T-rex |
| 2                    | 2                  | Secrecy              | Toby wil laten zien wat voor een genie hij is door een grasmachine over de school te laten vliegen. Maar dan komt Elizabeth op en saboteert de grasmaaier... |
| 3                    | 3                  | Election             | De klassenraad competentie komt eraan. Elizabeth wil natuurlijk de verkiezingen voor de klassenraad winnen. Om haar concurrenten uit te schakelt gebruikt ze een ademspray met antivries. |
| 4                    | 4                  | Smart Judo           | Russ is verdrietig wanneer hij met judo van Garth verliest. Toby helpt hem en maakt een speciaal judo-pak, zodat Russ niet meer kan verliezen. Zodra Elizabeth dit hoort... |
| 5                    | 5                  | Hologram             | Elizabeth is jaloers op Dina (Zij is vertegenwoordiger Leerlingenraad). Ze programmeert een hologram waarop Dina staat nagemaakt terwijl ze de auto van Tesslar vernielt. Hierbij raakt Dina haar taak als vertegenwoordiger leerlingenraad kwijt, en Elizabeth neemt dat over. |
| 6                    | 6                  | Amazon Lab           | Als Elizabeth iets doet met het haar van Dina waardoor het uitvalt, creëert Toby een middel waardoor het weer goed. Ze wordt hierdoor behaard. |
| 7                    | 7                  | Invisible Car        | Russ knalt met zijn skateboard tegen de auto van Tesslar aan. Toby helpt hem door een verf uit te vinden, maar dan wordt de auto onzichtbaar. |
| 8                    | 8                  | Double Date          | Dina wordt door haar liefde mee naar de bioscoop gevraagd, maar Dina moet werken. Toby helpt Dina door een robot die sprekend op Dina lijkt te bouwen, en laat hem de klusjes doen. |
| 9                    | 9                  | Birthday Party       | Bianca is jarig en geeft een strand-verjaardagsfeestje, maar Bianca heeft Elizabeth niet uitgenodigd. Elizabeth neem wraak door een weermachine uit te vinden die het weer bepaald. |
| 10                   | 10                 | Love Potion Number 9 | 't Schoolbal komt eraan, maar Toby heeft geen date. Hij creëert feromonen die meiden aantrekt. Wanneer die gestolen worden loopt het uit de hand. |
| 11                   | 11                 | Nanobots             | Elizabeth werkt aan haar verkleinstraal, maar dit mislukt. Het lokaal is beschadigd. De deur van het lokaal gaat op slot, ook voor Elizabeth. Dina krijgt een klusje waardoor ze de sleutel krijgt, Elizabeth is jaloers, steelt de sleutel voor even en laat nanobots deze namaken. Tesslar raakt het vertrouwen van Dina kwijt omdat ze tijdens het afronden van het klusje de sleutel niet heeft. Verity komt het brengen met een smoes.                                                                                 |
| 12                   | 12                 | Surveillance         | Tesslar installeert een geheime videocamera die het lokaal bewaakt. Elizabeth weet dit niet, ze gaat verder met haar project maar beseft niet dat ze wordt gefilmd. |
| 13                   | 13                 | Centenary Bell       | Dina praat niet tegen Toby omdat hij Elizabeth heeft geholpen. Elizabeth moet zorgen dat alles in orde is voor de verjaardag van de school. |
| 14                   | 14                 | Secret Lab           | Elizabeth heeft een nieuw lab in de school gevonden, met een geheime ingang. Elizabeth vraagt Garth met de afgemaakte verkleinstraal iets te gaan halen, maar Dina ontdekt hem. Hij verkleint Dina. Toby heeft eindelijk gedurfd Bianca op uit te vragen, maar ze wachten op Dina. Ze kunnen Dina maar niet vinden en Bianca gaat naar huis. |
| 15                   | 15                 | Exploding Melon      | Elizabeth werkt weer aan iets nieuws, het kost veel stroom. Waardoor er heel vaak stroom uit valt in de school. Toby en Russ zijn bezig met een watermeloen-groei-wedstrijd, maar die wordt gesloopt. Toby zorgt ervoor dat de nieuwe meloen snelt groeit, maar Elizabeth saboteert de boel zodat de meloen gigantisch groot wordt. Ook denken 't Schoolhoofd en Tesslar dat de stroom uitval daarvandaan komt. Elizabeth kan weer verder. Ondertussen vinden Toby en Russ bijna de weg naar het geheime lab van Elizabeth. |
| 16                   | 16                 | Fame                 | Toby maakt speciale handschoenen die de gave geven aan Russ om als een rockster op zijn gitaar te spelen. Elizabeth lanceert haar nieuwe make-up genaamd 'Mood', die zeer beroemd wordt. |
| 17                   | 17                 | Transporter          | Russ vindt de ingang van de schuilplaats van Elizabeth, dan teleporteert Elizabeth Russ naar een vrachtwagen. |
| 18                   | 18                 | Weird Date           | Toby vindt iets uit waardoor hij altijd wint op de vaste kermis, hierbij probeert hij indruk te maken op Bianca. Hij vraagt haar weer mee uit. |
| 19                   | 19                 | Excursion            | Toby past de MFE machine aan zodat hij kan vinden waar Bianca is. Ze is op een excursie met de klas verdwenen. |
| 20                   | 20                 | Nanna                | Toby's oma komt op bezoek voor haar 80e verjaardag, en Toby bouwt een tijdmachine om uit te vinden hoe hij een genie werd. Zijn oma wordt ook in de tijdmachine gezogen. |
| 21                   | 21                 | Virtual Game         | Toby heeft echter nog geen antwoord op zijn vraag hoe hij genie werd. Maar Russ was ook op school toen Toby en Elizabeth werden gezapt. Hij ontwikkelt een machine die Russ zijn herinneringen laat zien. |
| 22                   | 22                 | Russ Rampant         | Toby heeft het antwoord en de sleutel voor het zappen. Hij wil de krachten ongedaan maken maar verandert per ongeluk Russ in een genie. |
| 23                   | 23                 | Tractor beam         | Toby wil nog steeds hemzelf en Elizabeth onzappen, maar Elizabeth vraagt de sleutel te begraven. |
| 24                   | 24                 | Clone Vyner          | Elizabeth kloont 't schoolhoofd (Vyner) om de school te beheersen. Toby vertelt alles van zijn wetenschap-ongeluk aan Tesslar. Tesslar gaat naar Vyner om het uit te leggen, maar hij praat tegen de kloon. Elizabeth laat Tesslar ontslaan. |
| 25                   | 25                 | Checkmate            | Toby weigert nog steeds Elizabeth de code af te geven, hierdoor wordt Bianca door Elizabeth opgesloten. |
| 26                   | 26                 | End Game             | Seizoen finale; Elizabeth maakt een T-rex en wil iedereen vertellen over haar krachten. Toby maakt een gigantische pop. Die vecht met de T-rex, en wint. Toby zapt zichzelf en Elizabeth terug naar 'normaal'. Maar Elizabeth heeft de sleutel. |

## Seizoen 2 (2005-2006)
| Aflevering (seizoen) | Aflevering (serie) | Titel                        | Description |
| -------------------- | ------------------ | ---------------------------- | --- |
| 1                    | 27                 | The Flies                    | Er zijn 2 nieuwe studenten op school. Nikki en Jack. Russ en Sascha zijn door Elizabeth in vliegen veranderd. |
| 2                    | 28                 | Sweet Dreams                 | Elizabeth zorgt ervoor dat de tanden van Sascha uitvallen. Als Garth stopt met het helpen van Elizabeth laat Elizabeth Garths nachtmerrie uitkomen.                                                                   |
| 3                    | 29                 | Superfish                    | Toby wil indruk maken op Nikki door bij het zwemteam te gaan, hij maakt een drankje dat hem snel laat zwemmen. Maar als Elizabeth zich hiermee bemoeit...                                                             |
| 4                    | 30                 | Fever                        | Verity is verkouden en steekt Elizabeth aan. Elizabeth wordt ziek en maakt alles wat er wordt gezegd. |
| 5                    | 31                 | A Friend in Need             | Toby vernielt per ongeluk het project van Nikki. Ze wil Toby niet meer zien. Maar Russ en Sascha gaan stiekem Toby helpen met zijn nieuwe uitvinding: de gedaanteverwisselaar.                                        |
| 6                    | 32                 | The Great Dork               | Russ is weer zielig omdat hij denkt dat hij en zijn familie prutsers zijn. Toby maakt een tijdmachine maar hier gebeurt een ongeluk.                                                                                  |
| 7                    | 33                 | Close Call                   | Elizabeth verhuist haar spullen omdat hun natuurkunde leraar iets raars heeft gehoord bij de klok. Deze komen in een kast te staan die Garth bewaakt. Maar Jack is er ook.                                            |
| 8                    | 34                 | Ring of Confidence           | Nikki mag niet meer blijven in haar zwemgroep omdat ze niet goed genoeg is. Toby maakt een zelfvertrouwenring die Verity in haar handen krijgt.                                                                       |
| 9                    | 35                 | Misty                        | Elizabeth zapt haarzelf en Toby in een virtueel 'cowboy'-spel. |
| 10                   | 36                 | Catch Me if You Can          | Russ wil indruk maken met een boemerang, Jack heeft het al snel door en wil het verkopen. |
| 11                   | 37                 | Koala in the Mist            | Toby en zijn vrienden ontdekken een koala in de boom. Jack steelt het krimp/groeipistool van Garth en vergroot de koala per ongeluk.                                                                                  |
| 12                   | 38                 | A Day in the Life            | Sascha en Russ ruziën en per ongeluk worden er apparaten vernield, en zo ingesteld dat Russ en Sascha van lichaam verwisselen.                                                                                        |
| 13                   | 39                 | A Bolt from the Blue         | Als Toby en Nikki naar het bal gaat wordt Elizabeth jaloers en maakt een weer apparaat. Jack steelt het en vernielt zijn eigen restaurant.                                                                            |
| 14                   | 40                 | The Weakest Link             | Jack gaat stiekem een kijkje nemen in Toby's bungalow. Daar staat hij oog in oog met ... |
| 15                   | 41                 | Talk to the Animals          | Elizabeth wil Toby laten komen naar Elizabeth ze heeft daarvoor een machine gemaakt die Toby ziek maakt. Maar per ongeluk 'selecteert' ze Sascha en kan ze met dieren praten. Ze zet het Elizabeth betaald.           |
| 16                   | 42                 | Verity from the Black Lagoon | Verity moet bij het moeras cellen halen voor een onderzoek, maar per ongeluk verandert Verity in een moerasmonster.                                                                                                   |
| 17                   | 43                 | The Truth is Out There       | Elizabeth wil per se weten wat Toby aan het doen is, en gebruikt waarheidsserum om Russ het te laten oplichten. Jack steelt het en gebruikt het op Elizabeth voor de waarheid.                                        |
| 18                   | 44                 | Air Dog                      | Het huiswerk van Russ is op het dak geraakt, Toby maakt een vliegmachine om het te pakken. Maar als Jack dit heeft gezien ...                                                                                         |
| 19                   | 45                 | Crazy for You                | Elizabeth vrienden doen alles verkeerd, dus ze maakt een robot die alles voor haar doet en kan (The Max) maar Max wil niet dat Elizabeth naar haar les gaat ; er dreigt gevaar. Zal Toby Elizabeth helpen?            |
| 20                   | 46                 | Time Loop                    | Elizabeth kan het nog steeds niet weerstaan dan Toby en Nikki samen zijn. Ze creëert een dag-opnieuw apparaatje waar Toby en Elizabeth al maanden samen zijn.                                                         |
| 21                   | 47                 | Underwater                   | De natuurkunde leraar van Elizabeth en Elizabeth zijn vergiftigd. Zal Toby ze redden? |
| 22                   | 48                 | Ghost Girl                   | Een wereldberoemde actrice komt naar hun school. Ze neemt de klas mee naar de set en laat Elizabeth schrikken. Dit pikt Elizabeth niet.                                                                               |
| 23                   | 49                 | Spider Boy                   | Elizabeth experimenteert met genetische spinnen. Garths neefje is er en komt met de spinnen in aanraking. |
| 24                   | 50                 | Meet the Parents             | Toby gaat de ouders van Nikki ontmoeten. Jack en Elizabeth werken samen om het te laten mislukken. |
| 25                   | 51                 | Jack Makes His Move          | Elizabeth gebruikt Jack om Toby jaloers te maken, maar Jack gebruikt haar om meer informatie te krijgen die op Elizabeths cd staat.                                                                                   |
| 26                   | 52                 | King Cuddly                  | Serie finale. Elizabeth vertrouwt Jack 100% procent en laat hem alleen. Hij zapt zichzelf en hij is een genie. Elizabeth wordt ontvoerd door een gigantische koala. Zal Elizabeth het overleven en blijft Jack genie? |